# 小泉欢晃
小泉欢晃（1968年4月29日—）是一名日本的游戏制作人，游戏开发经理。目前担任任天堂執行董事、企划制作本部部长，兼任旗下子公司1-UP工作室和任天堂影業的董事。

## 生平
他毕业于大阪艺术大学，于1991年4月进入任天堂工作。一直在任天堂情报开发本部进行塞尔达传说系列与马里奥系列等的相关工作。最初主要担任设计师，随着开始游戏效果导演相关的工作而成为总监，现在主要以制作人的身份指挥开发工作。
2003年，与清水隆雄共同设立了东京制作部。此后主要在东京地区进行制作工作。2013年起兼任1-UP工作室股份有限公司的董事。
在任职任天堂情报开发本部东京制作部第二组管理人后，又于2015年9月16日任职新设立的企划制作本部副本部长。
他还是2017年上市的游戏主机项目任天堂Switch的综合制作人。
2020年5月7日，任天堂宣布小泉欢晃加入董事会，担任执行董事（上席執行役員）。
2022年10月，任天堂改组完的子公司任天堂影业（Nintendo Pictures）在其页面显示小泉欢晃担任该子公司董事之一。
2023年7月，升任任天堂企劃製作本部本部長。

## 作品
- 塞尔达传说系列
  - 塞尔达传说 众神的三角力量（与小田部羊一共同开发）
  - 薩爾達傳說 織夢島（与田边贤辅共同开发）
  - 塞尔达传说 时之笛
  - 塞尔达传说 姆吉拉的假面（与青沼英二共同开发）
  - 塞尔达传说 风之杖
- 超級马里奥系列
  - 超级马里奥赛车
  - 超级马里奥 耀西岛
  - 超級瑪利歐64
  - 超级马里奥阳光
  - 超级马里奥银河
  - 超级马里奥银河2
  - 超級瑪利歐3D樂園
  - 超級瑪利歐3D世界
  - 超级马里奥 奥德赛
- 咚奇刚系列
  - 咚奇刚 丛林节拍（以Wii遊玩）